# Торекузо
Тореку̀зо (на италиански: Torrecuso) е малко градче и община в Южна Италия, провинция Беневенто, регион Кампания. Разположено е на 500 m надморска височина. Населението на общината е 3496 души (към 2010 г.).